# Haubourdin
Haubourdin é uma comuna francesa na região administrativa de Altos da França, no departamento do Norte. Estende-se por uma área de 5.31 km². Em 2010 a comuna tinha 14 894 habitantes (densidade: 2 804,9 hab./km²).